# Bror
Bror  è un nome proprio di persona danese e svedese maschile.

## Varianti
Si tratta di una contrazione del più antico nome Broder (basato sul norreno bróðir), dal letterale significato di "fratello"; è quindi analogo per semantica a nomi quali Veli, Adelfo e Germano.
Il nome è stato molto usato dalla nobiltà svedese; in origine, era un nome che veniva dato al secondo figlio o ai successivi.

## Onomastico
L'onomastico si festeggia il 1º novembre, festa di Ognissanti, poiché il nome è privo di santo patrono ed è quindi adespota.

## Persone
- Bror Berger, regista, sceneggiatore, attore e produttore cinematografico svedese
- Bror Karlsson, calciatore svedese
- Bror Mellberg, calciatore svedese
- Bror Rexed, neuroscienziato svedese
- Bror Wiberg, calciatore finlandese